# 陳亭妃
陳 亭妃（ちん ていひ、チェン ティンフェイ、1974年〈民国63年〉7月19日 - ）は、中華民国（台湾）の政治家、元地方テレビ局の記者、アナウンサー。民主進歩党所属の立法委員。

## 経歴
1998年の台南市議会選挙で無党籍として出馬し、初当選した。選挙後に民進党へ入党。
2008年の第7回立法委員選挙では、台南市第一選挙区から出馬し、初当選した。
2012年の第8回立法委員選挙では、台南市第一選挙区が台南市第三選挙区に再編され、10万票を超えた得票数で再選された。2016年の第9回立法委員選挙では、70%を超える得票率で再選された。
2017年4月、翌年の台南市長選挙の党内予備選に出馬したが、黃偉哲に敗北した。
2020年の第10回立法委員選挙では台南市選挙区最多の136,815票、同選挙最高の69.77%の得票率で再選、2024年の第11回立法委員選挙では再び台南市選挙区最多の132,377票、さらに70％以上の得票率で再選した。

## 選挙記録
| 年度 | 選挙                 | 選挙区           | 所属政党   | 得票数  | 得票率 | 当選                                       | 注釈                 |
| ---- | -------------------- | ---------------- | ---------- | ------- | ------ | ------------------------------------------ | -------------------- |
| 1998 | 第14回台南市議員選挙 | 第四選挙区       | 無党籍     | 2,590   | 5.06%  |                                            | クオータ制により当選 |
| 2002 | 第15回台南市議員選挙 | 第四選挙区       | 民主進歩党 | 4,817   | 11.35% |                                            |                      |
| 2005 | 第16回台南市議員選挙 | 第四選挙区       | 民主進歩党 | 8,527   | 15.32% |                                            |                      |
| 2008 | 第7回立法委員選挙    | 台南市第一選挙区 | 民主進歩党 | 86,983  | 50.27% |                                            |                      |
| 2012 | 第8回立法委員選挙    | 台南市第三選挙区 | 民主進歩党 | 139,301 | 61.67% |                                            |                      |
| 2016 | 第9回立法委員選挙    | 台南市第三選挙区 | 民主進歩党 | 149,002 | 71.38% |                                            |                      |
| 2020 | 第10回立法委員選挙   | 台南市第三選挙区 | 民主進歩党 | 136,815 | 69.77% | 選挙区再編 全国最高得票率 台南市最多得票数 |                      |
| 2024 | 第11回立法委員選挙   | 台南市第三選挙区 | 民主進歩党 | 132,377 | 70.14% | 台南市最多得票数                           |                      |